# Mathematics Subject Classification
La Clasificación Matemática por Temas, conocida por sus siglas en inglés como MSC (Mathematics Subject Classification) es un esquema de clasificación alfanumérico colaborativo producida por el personal de las dos principales bases de datos de revisión matemáticas: Mathematical Reviews (MRDB) y Zentralblatt MATH (ZMATH).
El propósito principal de la clasificación de artículos en la literatura matemática utilizando el esquema de MSC es ayudar a los usuarios a encontrar los temas de interés actual o potencial para ellos tan fácilmente como sea posible en los productos derivados de la Mathematical Reviews Database como MathSciNet, en Zentralblatt MATH, o cualquier otro sitio donde se utilice este esquema de clasificación. En la actualidad es el sistema más común y muchas revistas de matemáticas piden a los autores la lista de códigos de tema del MSC en sus artículos.

## Estructura
El MSC es un esquema jerárquico, con tres niveles de estructura. Una clasificación puede ser de dos, tres o cinco dígitos, dependiendo de cuántos niveles del sistema de clasificación se utilicen. El primer nivel está representado por un número de dos dígitos, el segundo por una letra y el tercero por otro número de dos dígitos. Por ejemplo:
- 20-XX Teoría de grupos y generalizaciones
- 20Gxx Grupos algebraico lineales y temas relacionados
- 20G15 Grupos algebraico lineales sobre cuerpos arbitrarios

### Primer nivel
En el nivel superior 97 disciplinas matemáticas están etiquetados con un número de 2 dígitos único. Además de las zonas típicas de la investigación matemática, hay categorías de nivel superior para Historia y Biografías (01), Educación Matemática (97), y para la superposición con las diferentes ciencias. 
Todos los códigos válidos de clasificación MSC deben tener al menos el identificador de primer nivel.

### Segundo nivel
El segundo nivel son los códigos de una sola letra del alfabeto latino. Estos representan áreas específicas cubiertas por el primer nivel de disciplina. El segundo nivel de los códigos varían de una disciplina a otra. Por ejemplo, para la geometría diferencial, el código de nivel superior es 53 y los códigos de segundo nivel son:
- A para la geometría diferencial clásica,
- B para la geometría diferencial local,
- C para la geometría diferencial global,

Además, el código especial de segundo nivel "-" se utiliza para los tipos específicos de materiales. Estos códigos son de la forma:
Obras de referencia xx-00 (manuales, diccionarios, bibliografías, etc.)
- xx-01 exposición de Instrucción (libros de texto, tutoriales, etc.)
- xx-02 exposición de investigación (monografías, artículos)
- xx-03 Histórico (debe asignarse al menos un número de clasificación de la Sección 01)
- xx-04 Explícito "de máquina cálculo" y los programas (no la teoría de la computación o programación)
- xx-06 Actas, conferencias, colecciones, etc

El segundo y tercer nivel de estos códigos son siempre los mismos - solo los primeros cambios de nivel. 

### Tercer nivel
Códigos de tercer nivel son los más específicos, por lo general corresponde a un tipo específico de objeto matemático o un problema conocido o área de investigación. En este nivel existe el código 99 en todas las categorías y significa ninguna de las anteriores, pero en esta sección.

## Relación con otros sistemas de clasificación
Para los artículos de la física se utiliza a menudo el Physics and Astronomy Classification Scheme. Debido a la gran coincidencia entre las matemáticas y la investigación de la física es muy común ver a los dos PACS y códigos MSC en trabajos de investigación, sobre todo para las revistas multidisciplinares y repositorios como el arXiv.
El Sistema de Clasificación de Informática ACM (ACM Computing Classification System) es un esquema de clasificación jerárquica similar para la informática. Existe un cierto solapamiento entre los sistemas de clasificación de la MGA y ACM, en temas relacionados con las matemáticas y la informática, sin embargo los dos regímenes difieren en los detalles de la organización de esos temas.
El esquema de clasificación utilizado en el arXiv se elige para reflejar los trabajos presentados. Como arXiv es multidisciplinar su esquema de clasificación no se ajusta del todo con el MSC, ACM o esquemas de clasificación PACS. Es común ver los códigos de uno o más de estos esquemas en los artículos individuales.

## Áreas del Primer Nivel
00 - Temas generales y globales; colecciones
01 - Historia y biografía
03 - Fundamentos y lógica matemática
05 - Combinatoria
06 - Orden, lattices, estructuras algebraicas ordenadas
08 - Sistemas algebraicos generales
11 - Teoría de números
12 - Teoría de campos y polinomios
13 - Álgebra conmutativa
14 - Geometría algebraica
15 - Álgebra lineal y multilineal; teoría de matrices
16 - Anillos asociativos y álgebras
17 - Anillos y álgebras no asociativos
18 - Teoría de categorías; álgebra homológica
19 - Teoría K
20 - Teoría de grupos y generalizaciones
22 - Grupos topológicos, grupos de Lie
26 - Funciones reales
28 - Medida e integración
30 - Funciones de una variable compleja
31 - Teoría del potencial
32 - Variables complejas y espacios analíticos
33 - Funciones especiales (se ocupa de las propiedades de las funciones como funciones)
34 - Ecuaciones diferenciales ordinarias
35 - Ecuaciones diferenciales parciales
37 - Sistemas dinámicos y teoría ergódica
39 - Ecuaciones diferenciales y funcionales
40 - Secuencias, series, sumabilidad
41 - Aproximaciones y ampliaciones
42 - Análisis armónico en espacios euclidianos
43 - Análisis armónico abstracto
44 - Transformaciones integrales, cálculo operacional
45 - Ecuaciones integrales
46 - Análisis funcional
47 - Teoría de operadores
49 - Cálculo de variaciones y control óptimo; optimización
51 - Geometría
52 - Geometría convexa y discreta
53 - Geometría diferencial
54 - Topología general
55 - Topología algebraica
57 - Colectores y complejos celulares
58 - Análisis global, análisis de variedades
60 - Teoría de la probabilidad y procesos estocásticos
62 - Estadísticas
65 - Análisis numérico
68 - Ciencias de la computación
70 - Mecánica de partículas y sistemas
74 - Mecánica de sólidos deformables
76 - Mecánica de fluidos
78 - Óptica, teoría electromagnética
80 - Termodinámica clásica, transferencia de calor
81 - Teoría cuántica
82 - Mecánica estadística, estructura de la materia
83 - Relatividad y teoría gravitacional
85 - Astronomía y astrofísica
86 - Geofísica
90 - Investigación operativa, programación matemática
91 - Teoría de juegos, economía, finanzas y otras ciencias sociales y del comportamiento
92 - Biología y otras ciencias naturales
93 - Teoría de sistemas; control
94 - Teoría de la información y la comunicación, circuitos
97 - Educación matemática